# Llista de les banderes de Dinamarca
Aquesta és una llista que conté les diferents banderes que s'utilitzen o s'han utilitzat a Dinamarca.

## Bandera nacional
| Bandera                      | Data          | Ús               | Descripció                                                                                    |
| ---------------------------- | ------------- | ---------------- | --------------------------------------------------------------------------------------------- |
| Bandera de Dinamarca         | 1625–avui dia | Bandera nacional | Bandera de camp vermell sobre el que s'hi inscriu una creu nòrdica blanca. Proporcions 28:37. |
| Bandera d'estat de Dinamarca | 1990–avui dia | Bandera d'estat  | Mateix disseny que la bandera nacional però acabada en dues cues. Proporcions 56:107.         |

### Històriques
| Bandera                      | Data     | Ús             | Descripció                               |
| ---------------------------- | -------- | -------------- | ---------------------------------------- |
| Bandera de la Unió de Kalmar | segle XV | Unió de Kalmar | Camp groc amb una creu nòrdica vermella. |

## Personals

### Família reial
| Bandera                                        | Data          | Ús                                                | Descripció |
| ---------------------------------------------- | ------------- | ------------------------------------------------- | --- |
| Estendard reial de Dinamarca                   | 1972–avui dia | Estendard reial utilitzat per Frederic X          | Bandera d'estat amb l'escut de Dinamarca inscrit dins un quadrat blanc.                                                      |
| Estendard del príncep hereu de Dinamarca       | 1914–avui dia | Estendard del príncep hereu                       | Estendard amb l'escut de la monarquia danesa inscrit dins un quadrat blanc.                                                  |
| Estendard del regent de Dinamarca              | 1914–avui dia | Estendard del regent                              | Estendard amb una corona reial situada al damunt, un ceptre i una espasa en sautor, i un món, a sota, dins un quadrat blanc. |
| Estendard dels membres de la casa reial danesa | 1990–avui dia | Estendard de la resta de membres de la casa reial | Estendard amb una corona reial inscrita dins un quadrat blanc.                                                               |

### Històriques
| Bandera                                                     | Data      | Ús                                               | Descripció                                                               |
| ----------------------------------------------------------- | --------- | ------------------------------------------------ | ------------------------------------------------------------------------ |
| Estendard reial de Dinamarca (1948-1972)                    | 1948-1972 | Estendard reial                                  | Estendard amb l'escut de Dinamarca inscrit dins un quadrat blanc.        |
| Estendard reial de Dinamarca (1903-1948)                    | 1903-1948 | Estendard reial                                  | Estendard amb l'escut de Dinamarca inscrit dins un quadrat blanc.        |
| Estendard reial de Dinamarca (1819-1903)                    | 1819-1903 | Estendard reial                                  | Estendard amb l'escut de Dinamarca inscrit dins un quadrat blanc.        |
| Estendard de la reina Íngrid de Suècia                      | 1948–2000 | Estendard d'Íngrid de Suècia, reina de Dinamarca | Estendard amb l'escut de Dinamarca inscrit dins un quadrat blanc.        |
| Estendard del príncep consort Enric de Monpezat (1972-2002) | 1972-2002 | Estendard del príncep consort Enric de Monpezat  | Estendard amb l'escut del príncep consort inscrit dins un quadrat blanc. |

## Divisió Administrativa

### Entitats autònomes
| Bandera                    | Data          | Ús          | Descripció |
| -------------------------- | ------------- | ----------- | --- |
| Bandera de Groenlàndia     | 1985–avui dia | Groenlàndia | Dues franges horitzontals d'igual amplària, sent la franja superior de color blanc i vermella la inferior. Centrat en altura apareix un cercle, sent la meitat superior de color vermell mentre que la inferior és blanca. Proporcions 12:18. Fou dissenyada per Thue Christiansen. |
| Bandera de les illes Fèroe | 1940–avui dia | Illes Fèroe | Camp blanc amb una creu nòrdica vermella fimbriada en blau. Proporcions 5:7. Fou dissenyada per Jens Oliver Lisberg. |

### Regions
Des del 2007 Dinamarca es divideix en cinc regions. Les quals no tenen bandera pròpiament dit, sinó que utilitzen un logotip en format de bandera com a símbol. Aquests no són d'ús oficial.
| Bandera                            | Data          | Ús                      | Descripció                                                                                               |
| ---------------------------------- | ------------- | ----------------------- | --- |
| Bandera de Dinamarca Meridional    | 2007–avui dia | Dinamarca Meridional    | Camp blanc amb "Region Syddanmark" en gris a la meitat inferior i damunt seu al vol una silueta en verd. |
| Bandera de Hovedstaden             | 2007–avui dia | Hovedstaden             | Camp blau marí amb "Region Hovedstaden" en blanc al vol i una H buida amb la paraula "REGION" dins.      |
| Bandera de Jutlàndia Central       | 2007–avui dia | Jutlàndia Central       | Camp blanc amb la paraula "midt" centrat i en vermell; sota seu "regionmidtjylland".                     |
| Bandera de Jutlàndia Septentrional | 2007–avui dia | Jutlàndia Septentrional | Camp grana amb el nom "REGION NORDJYLLAND" a la vora inferior i precedit del logotip, tot en blanc       |
| Bandera de Selàndia                | 2007–avui dia | Selàndia                | Camp blau amb deu punts blancs que formen la lletra S al centre.                                         |

#### No oficials
| Bandera                       | Data          | Ús                     | Descripció |
| ----------------------------- | ------------- | ---------------------- | --- |
| Bandera d'Ærø                 |               | Illa d'Ærø             | Tricolor horitzontal de groc, verd i vermell repetit tres cops. |
| Bandera de l'illa de Bornholm | 1970–avui dia | Illa de Bornholm       | Camp vermell amb una creu nòrdica verda. €xisteix una altra versió en que es fimbria la creu de blanc per semblar que la creu verda estigui sobre la bandera de Dinamarca. |
| Bandera de Fiònia             | 2010–avui dia | Illa de Fiònia         | Camp verd clar amb una creu nòrdica vermella fimbliada de blau. |
| Bandera de Jutlàndia          | 1975–avui dia | Jutlàndia              | Cinc franges horitzontals, sent les dues dels extrems blaves, i les tres centrals formen un camp verd clar amb una creu nòrdica vermella. Fou dissenyada per Per Kramer.   |
| Bandera de Vendsyssel         | 1976–avui dia | Illa de Vendsyssel-Thy | Camp blau marí amb una creu nòrdica verd clar fimbliada de carabassa. Fou dissenyada per Mogens Bohøj.                                                                     |

### Municipals
Relació de banderes de la capital de l'estat i de les capitals de regió per ordre alfabètic, per a veure la resta cal consultar l'article principal.
| Bandera             | Data | Ús                                | Descripció                                                                |
| ------------------- | ---- | --------------------------------- | ------------------------------------------------------------------------- |
| Bandera de Polònia  |      | Copenhaguen                       | Camp blanc amb l'escut simplificat envoltat del nom "KØBENHAVENS COMMUNE" |
| Bandera de Hillerød |      | Hillerød (Hovedstaden)            | No té bandera. Es mostra l'escut.                                         |
| Bandera de Viborg   |      | Viborg (Jutlàndia Central)        | No té bandera. Es mostra l'escut.                                         |
| Bandera d'Aalborg   |      | Aalborg (Jutlàndia Septentrional) | No té bandera. Es mostra l'escut.                                         |
| Bandera de Sorø     |      | Sorø (Selàndia)                   | No té bandera. Es mostra l'escut.                                         |
| Bandera de Vejle    |      | Vejle (Dinamarca Meridional)      | No té bandera. Es mostra l'escut.                                         |

## Micronacions
| Bandera                | Data          | Ús              | Descripció                                             |
| ---------------------- | ------------- | --------------- | ------------------------------------------------------ |
| Bandera d'Elleore      | 1944-avui dia | Regne d'Elleore | Camp vermell amb un sautor blanc.                      |
| Bandera de Christiania | 1971-avui dia | Christiania     | Camp vermell amb tres rodelles grogues en horitzontal. |

## Militars
| Bandera                                   | Data     | Ús                                        | Descripció                                                    |
| ----------------------------------------- | -------- | ----------------------------------------- | ------------------------------------------------------------- |
| Estendard de l'Exèrcit Reial de Dinamarca | Avui dia | Estendard de l'Exèrcit Reial de Dinamarca | Utilitza la bandera d'estat.                                  |
| Ensenya naval de Dinamarca                | Avui dia | Ensenya Naval de Dinamarca                | Mateix disseny que la bandera d'estat però en un to més fosc. |

### Personals
| Bandera                                            | Data          | Ús                                        | Descripció                                                                                                |
| -------------------------------------------------- | ------------- | ----------------------------------------- | --- |
|                                                    | 1970–avui dia | Estendard del rei amb rang de general     | Camp blanc amb un rombe vermell que conté la corona reial.                                                |
| Estendard del cap de l'exèrcit danès               | 1970–avui dia | Estendard del cap de l'exèrcit            | Divisió en sautor, sent vermells els triangles superior i inferior i blancs els de la dreta i l'esquerra. |
| Estendard del Ministre de Defensa                  |               | Estendard del Ministre de Defensa         | Bandera d'estat amb una àncora coronada inscrita dins un quadrat blanc.                                   |
| Estendard del cap de Defensa danès                 |               | Estendard del cap de Defensa              | Bandera nacional amb dos bastons en sautor darrere de l'escut d'armes al primer quart.                    |
| Estendard del cap de divisió de l'exèrcit danès    | 1970–avui dia | Estendard del cap de divisió de l'exèrcit | Banderí dividit en tres franges horitzontals vermella, blanca i vermella.                                 |
| Estendard del Comandant en cap de la Marina danesa |               | Estendard d'Almirall General              | |
| Estendard d'Almirall                               |               | Estendard d'Almirall                      | Bandera d'estat amb quatre estels de vuit puntes.                                                         |
| Estendard de Vicealmirall                          |               | Estendard de Vicealmirall                 | Bandera d'estat amb tres estels de vuit puntes.                                                           |
| Estendard de Contraalmirall                        |               | Estendard de Contraalmirall               | Bandera d'estat amb dos estels de vuit puntes.                                                            |
| Estendard de Capità de navili                      |               | Estendard de Capità de navili             | Bandera d'estat amb un estel de vuit puntes.                                                              |
| Estendard del cap d'esquadró                       |               | Estendard de Cap d'esquadró               | Banderí d'estat de dues cues però amb la meitat dreta en color blanc.                                     |
| Estendard del cap de divisió de l'exèrcit danès    |               | Estendard d'Oficial superior a flotació   | Banderí d'estat de dues cues.                                                                             |

### Regiments
| Bandera                                        | Data          | Ús                               | Descripció |
| ---------------------------------------------- | ------------- | -------------------------------- | ---------- |
| Estendard del Regiment d'Artilleria Danès      | 2019–avui dia | Regiment d'Artilleria Danès      |            |
| Estendard del Regiment d'Enginyers danès       | 2019–avui dia | Regiment d'enginyers             |            |
| Estendard del Regiment d'Hússars de la Guàrdia | 2001–avui dia | Regiment d'Hússars de la Guàrdia |            |
| Estendard del Regiment d'Intel·ligència        | 2019–avui dia | Regiment d'Intel·ligència        |            |
| Estendard del Regiment de Dragons de Jutlàndia | 1972–avui dia | Regiment de Dragons de Jutlàndia |            |
| Estendard del Den Kongelige Livgarde           | 1972–avui dia | Den Kongelige Livgarde           |            |
| Estendard del Regiment de Peu de Schleswig     | 2019–avui dia | Regiment de Peu d'Schleswig      |            |
| Estendard del Regiment de suport a la direcció | 2019–avui dia | Regiment de suport a la direcció |            |
| Estendard del Regiment Logístic                | 1990–avui dia | Regiment Logístic                |            |

### Regiments històrics
| Bandera                                                         | Data      | Ús                                                | Descripció |
| --------------------------------------------------------------- | --------- | ------------------------------------------------- | --- |
| Estendard del 10è Regiment                                      | 1790–1842 | Estendard del 10è Regiment                        | |
| Estendard del 10è Regiment                                      | 1785–1790 | Estendard del 10è Regiment                        | |
| Estendard del Danske Livregiment                                | 1790–1819 | Danske Livregiment                                | |
| Estendard del 3r Regiment d'Infanteria de Jutlàndia             | 1785–1842 | 3r Regiment d'Infanteria de Jutlàndia             | |
| Estendard del Regiment de vida de Fiònia                        | 1790–1808 | Regiment de vida de Fiònia                        | |
| Estendard del Regiment de vida de Fiònia                        | 1749–1766 | Regiment de vida de Fiònia                        | |
| Estendard del Regiment de Peu de Jutlàndia                      | 1790–1842 | Regiment de Peu de Jutlàndia                      | |
| Estendard del 2n Regiment de Peu de Jutlàndia                   | 1785–1790 | 2n Regiment de Peu de Jutlàndia                   | |
| Estendard del Reial Regiment de Peu                             | 1819–1842 | Reial Regiment de Peu                             | |
| Estendard del Regiment d'Infanteria de Noruega                  | 1785–1819 | Regiment d'Infanteria de Noruega                  | |
| Estendard del Regiment d'infanteria d'Aarhus                    | 1785–1790 | Regiment d'infanteria d'Aarhus                    | |
| Estendard del Regiment d'Infanteria de Bornholm                 | ?–1785    | Regiment d'Infanteria de Bornholm                 | |
| Estendard del Regiment d'Infanteria Armada del príncep Frederik | 1790–1808 | Regiment d'Infanteria Armada del príncep Frederik | |
| Estendard del Regiment d'Infanteria del príncep Frederik        | 1753–1790 | Regiment d'Infanteria del príncep Frederik        | |
| Estendard del Regiment de Peu de la Reina                       | 1810–1842 | Regiment de Peu de la Reina                       | |
| Estendard del Dronningens Livregiment                           | ?–1790    | Dronningens Livregiment                           | |
| estendard del Regiment del príncep hereu                        | 1790–1808 | Regiment del príncep hereu                        | |
| Estendard del Regiment d'Infanteria de Schleswig                | 1790–1842 | Regiment d'Infanteria de Schleswig                | |
| Estendard del Regiment d'Infanteria de Fiònia                   | 1779–1785 | Regiment d'Infanteria de Fiònia                   | |
| Estendard dels Voluntaris danesos de la Guerra d'Hivern         | 1940      | Voluntaris danesos de la Guerra d'Hivern          | Camp vermell amb una creu nòrdica blanca potençada i l'escut de Finlàndia al quarter superior.                 |
| Bandera del SS-Schalburgkorps                                   | 1940–1945 | SS-Schalburgkorps                                 | Camp negre amb una esvàstica arrodonida en blanc al centre i l'escut d'armes de Dinamarca al quarter superior. |
| Estendard del Cos Lliure de Dinamarca                           | 1941–1943 | Cos Lliure de Dinamarca                           | Bandera danesa amb el nom del regiment "FRIKORPS DANMARK" al quarter superior.                                 |

## Empreses estatals
| Bandera                      | Data | Ús                | Descripció |
| ---------------------------- | ---- | ----------------- | --- |
| Bandera de Post Danmark      |      | Post Danmark      | Bandera d'estat amb el logotip de Post Danmark, l'empresa pública de correus, en groc al primer quarter.           |
| Bandera de Danske Statsbaner |      | Danske Statsbaner | Bandera d'estat amb el logotip de Danske Statsbaner, l'empresa pública de ferrocarril, en blanc al primer quarter. |

## Organitzacions polítiques
| Bandera                                               | Data                | Ús                                         | Descripció |
| ----------------------------------------------------- | ------------------- | ------------------------------------------ | --- |
| Símbol dels Socialdemòcrates                          | 1871–avui dia       | Socialdemòdrates                           | Camp blanc amb un cercle vermell que conté una "A" en blanc.                                                                           |
| Bandera de Venstre                                    | 1870, 1910–avui dia | Venstre                                    | Camp blau amb el nom del partit "VENSTRE" en blanc per sobre d'una "V" de color carabassa.                                             |
| Símbol de Moderaterne                                 | 2022–avui dia       | Els Moderats                               | Camp blanc amb un quadrat morat, amb dues de les seves cantonades arrodonides, que conté la inicial del partit "M" en blanc            |
| Bandera de Polònia                                    | 1959–avui dia       | Esquerra Verda o Partit Popular Socialista | Camp blanc amb un oval vermell que conté les inicials del partit "SF" en blanc.                                                        |
| Bandera de Demòcrates de Dinamarca                    | 2022–avui dia       | Demòcrates de Dinamarca                    | Camp blanc amb el nom del partit en vermell i blau acompanyat de la bandera danesa.                                                    |
| Bandera de l'Aliança Liberal                          | 2007–avui dia       | Aliança Liberal                            | Camp blanc amb el nom del partit en blau marí separat per un centre amb les inicials "LA".                                             |
| Bandera del Partit Popular Conservador                | 1916–avui dia       | Partit Popular Conservador                 | Camp blanc amb un quadrat arrodonit amb la lletra "C" a l'esquerra del nom del partit "Det Konservative Folkeparti", tot el verd fosc. |
| Bandera de l'Aliança Roja-Verda                       | 1989–avui dia       | Aliança Roja-Verda                         | Camp vermell amb la lletra "∅" acompanyat del nom "ENHEDSLISTEN" en blanc.                                                             |
| Bandera del Partit Socioliberal Danés                 | 1905–avui dia       | Partit Socioliberal Danés                  | Camp rosa amb la paraula "radikale" en blanc seguida d'un quadrat blau marí amb la lletra "B".                                         |
| Bandera de la Nova Dreta                              | 2015–avui dia       | Nova Dreta                                 | Camp blanc amb un escut amb un cigne acompanyat del nom del partit "Nye Borgerlige".                                                   |
| Bandera d'Alternativet                                | 2013–avui dia       | L'Alternativa                              | Camp blanc amb el nom del partir "ALTERNATIVET" en negre sobre una diagonal verd clar.                                                 |
| Bandera del Partit Popular Danès                      | 1995–avui dia       | Partit Popular Danès                       | Dues banderes daneses encerclant les inicials del partit "DF" en blau.                                                                 |
| Bandera dels Verd Independents                        | 2020–avui dia       | Verds Independents                         | Camp blanc amb la lletra "Q" i el nom del partit "FRIE GR∅NNE" i "INDEPENDENT GREENS" capgirat, tot en negre.                          |
| Bandera del                                           | 1970–avui dia       | Els Democristians                          | Camp blanc amb una "D" violeta que conté una "K" en blanc, seguida del nom del partit "kristen DEMOKRATERNE" en violeta.               |
| Bandera de l'Schleswigsche Partei                     | 1920–avui dia       | Schleswigsche Partei                       | |
| Bandera de Sambandsflokkurin                          | 1906–avui dia       | Partit Unionista de les Illes Fèroe        | |
| Bandera del Partit Socialdemòcrata de les illes Fèroe | 1905–avui dia       | Partit Socialdemòcrata de les illes Fèroe  | Camp blanc amb una rosa vermella. |
| Bandera del Tjóðveldi                                 | 1905–avui dia       | Partit Republicà de les Illes Fèroe        | |
| Bandera del Siumut                                    | 1977–avui dia       | Endavant                                   | |
| Bandera de la Comunitat Inuit                         | 1976–avui dia       | Comunitat Inuit                            | |
| Bandera del Moviment Nacional Socialista de Dinamarca | 1991–avui dia       | Moviment Nacional Socialista de Dinamarca  | Bandera danesa amb les inicials del partit "DNSB" en blanc al primer quarter.                                                          |

### Històriques
| Bandera                                                               | Data      | Ús                                                        | Descripció                                       |
| --------------------------------------------------------------------- | --------- | --------------------------------------------------------- | ------------------------------------------------ |
| Bandera del Partit Nacional Socialista dels Treballadors de Dinamarca | 1932–1945 | Partit Nacional Socialista dels Treballadors de Dinamarca | Camp vermell amb una esvàstica blanca al centre. |

## Minories
| Bandera                                           | Data          | Ús                                 | Descripció |
| ------------------------------------------------- | ------------- | ---------------------------------- | --- |
| Bandera de Frísia Septentrional                   |               | Frísia Septentrional               | Tricolor horitzontal de groc, vermell i blau.                                                                               |
| Bandera dels Alemanys de Jutlàndia Meridional     |               | Alemanys de Jutlàndia Meridional   | Diagonal blanca de la punta del pal al final del vol que separa dos triangles, el de l'esquerra blau i el de la dreta groc. |
| Bandera de la Lliga dels Alemanys de Slesvig Nord | 1990–avui dia | Lliga dels Alemanys d'Slesvig Nord | Camp blau amb l'escut de la Lliga en groc al centre.                                                                        |

## Navilieres
| Bandera                                | Data          | Ús                                                  | Descripció |
| -------------------------------------- | ------------- | --------------------------------------------------- | --- |
| Bandera de DFDS                        | 1866–avui dia | Det Forenede Dampskibs-Selskab (DFDS)               | Camp negre amb una creu patent blanca al centre.                                                                            |
| Bandera de Torm house                  | 1889–avui dia | Torm                                                | Tres franges horitzontals, vermelles les dels extrems i blanca la central, amb una "T" blava al centre de la franja blanca. |
| Bandera de Danish East Asiatic Company | 1897–avui dia | Danish East Asiatic Company (actual EAC Invest A/S) | Bandera naval danesa amb les inicials "D.Ø.K." i l'emblema de l'empresa al quarter superior.                                |
| Bandera de                             | 1904–avui dia | Maersk                                              | Banderí blau cel amb un estel blanc de set puntes.                                                                          |

### Històriques
| Bandera                                          | Data      | Ús                                 | Descripció                                                                                       |
| ------------------------------------------------ | --------- | ---------------------------------- | ------------------------------------------------------------------------------------------------ |
| Bandera de                                       | 1879–1898 | Thingvalla Line                    | Camp blanc amb un estel blau cel de set puntes.                                                  |
| Bandera de la Det Dansk-Franske Dampskibsselskab | 1902-1979 | Det Dansk-Franske Dampskibsselskab | Banderí amb les banderes danesa i francesa amb les inicials "D - F" en vermell i blau al centre. |

## Clubs nàutics
| Bandera                                 | Data          | Ús                          | Descripció                                                                                      |
| --------------------------------------- | ------------- | --------------------------- | ----------------------------------------------------------------------------------------------- |
| Bandera del Kongelig Dansk Yachtklub    |               | Reial Club Nàutic Danès     | Bandera naval amb les inicials "Y.F." i tres estels de cinc puntes en groc al quarter superior. |
| Banderí de l'Aarhus Sejlklub            | 1880-avui dia | Aarhus Sejlklub             | Banderí blanc amb una àncora verda envoltada de tres semicercles grisos.                        |
| Banderí de l'Espergærde Sejlklub        |               | Espergærde Sejlklub         | Banderí blanc amb una franja central vermella i uncercle amb una rosa dels vents.               |
| Banderí del Faaborg Sejlklub            |               | Faaborg Sejlklub            | Banderí blanc amb l'escut de Faaborg-Midtfyn en vermell.                                        |
| Banderí del Fredericia Sejlklub         |               | Fredericia Sejlklub         | Banderí blanc amb tres estels de cinc puntes blau marí.                                         |
| Banderí del Gråsten Sejlklub            |               | Gråsten Sejlklub            | Banderí vermell amb tres estels de cinc puntes blancs.                                          |
| Banderí del Hellerup Sejlklub           |               | Hellerup Sejlklub           | Banderí blanc amb un sautor vermell al costat del pal.                                          |
| Banderí del Horsens Sejlklub            |               | Horsens Sejlklub            | Banderí vermell amb una creu patent blanca.                                                     |
| Banderí del Kerteminde Sejlklub         |               | Kerteminde Sejlklub         | Banderí blanc amb una vora blau marí i les inicials "KS" en vermell.                            |
| Banderí del Kjøbenhavns Amatør-Sejlklub |               | Kjøbenhavns Amatør-Sejlklub | Banderí blanc amb una creu nòrdica i un estel de cinc puntes vermells.                          |
| Banderí del Kolding Sejlklub            |               | Kolding Sejlklub            | Banderí blanc amb una creu patent vermella.                                                     |
| Banderí del Middelfart Sejlklub         |               | Middelfart Sejlklub         | Banderí vermell amb tres franges blanques que separen les inicials "M" i "S".                   |
| Banderí del Skovshoved Sejlklub         |               | Skovshoved Sejlklub         | Banderí blanc amb un a perla horitzontal vermella i un estel groc de cinc puntes.               |
| Banderí del Skælskør Amatør Sejlklub    |               | Skælskør Amatør Sejlklub    | Banderí blanc amb una vora blau marí.                                                           |
| Banderí del Taarbæk Sejlklub            |               | Taarbæk Sejlklub            |                                                                                                 |
| Banderí del Thisted Sejlklub            |               | Thisted Sejlklub            | Banderí vermell amb un estel blanc de cinc puntes.                                              |
| Banderí del Yachtklubben Furesøen       |               | Yachtklubben Furesøen       | Banderí blanc amb un estel vermell de sis puntes.                                               |